# ハーティング・イーチ・アザー
「ハーティング・イーチ・アザー」（Hurting Each Other）は、1972年のカーペンターズによるカバーによって広く知れ渡ることとなった曲。
元々は、1965年にゲイリー・ゲルド、ピーター・ユーデルによって作詞、作曲された曲で、ルビー・アンド・ザ・ロマンティクスからローズマリー・クルーニーまで、様々なアーティストによってカバーされた。

## カーペンターズ以前のバージョン
原曲はジミー・クラントンによって演奏され、1965年にマラ・レコードからリリースされた。リチャード・カーペンターによれば、原曲の「Hurting Each Other」は、カーペンターズの作品とは非常に異なるものだった。しかし、ボーカルリフレインにははっきりとした類似点が見いだせる。 クラントンによる、1965年のシングルはチャート上では失敗した。
チャド・アーラン & ザ・エクスプレッションズは、後にゲス・フーになり、1965年にカナダで発売したLP盤『Hey Ho（What You Do to Me！)』で同曲を収録した。シングルとしてリリースされたこの歌は、1966年初頭にカナダのチャートで19位を獲得した。
1966年6月、ルース・ルイスによるバージョンは、ウデルとゲルドによってプロデュースされ、RCAビクターのレコードシングルとしてリリースされた。
また、ウォーカー・ブラザーズの1966年11月発売のセカンド・アルバム『Portrait』にも収録されたが、日本発売は1998年にイギリス仕様のアルバムの日本盤でのCD発売時が初めてであった。
ルビー・アンド・ザ・ロマンティクスは1969年にシングルとしてこの曲をリリース。ボーカルアレンジメントが3年後のカーペンターズバージョンに反映された。

## カーペンターズのバージョン
カーペンターズはレッキングクルーとのロサンゼルスでのセッションを行い、レッキングクルーの楽器演奏のもと、録音を行った。アメリカのニュースキャスターであるジェリー・ダンフィはその際、カレンとリチャード・カーペンターの自宅に行き、彼らとその両親に彼らの人生についてインタビューした。また、バックアップボーカルを演奏するリチャードとカレンが、そのテレビ番組「Jerry Dunphy Visits the Carpenters」で撮影された。
1971年後半に、アルバム『A Song for You』収録のシングルとしてリリースされた。ビルボードホット100では、2位を獲得し、 ハリー・ニルソンのWithout Youに破られるまで順位を維持し続けた。
また、 同じくビルボードのイージーリスニングチャートで1位に達し、ビルボードは、1972年の年間チャートでは65位にランク付けした。
カーペンターズは、1974年に来日した際の「Live in Osaka」コンサートを含む、多くのライブコンサートで『Hurting Each Other』を演奏した。

## 演奏者
- カレン・カーペンター – リードボーカル、バックコーラス
- リチャード・カーペンター – バックコーラス、ピアノ、フェンダー・ローズ・エレクトリック・ピアノ、オーケストレーション
- ジョー・オズボーン - バスギター
- ハル・ブレイン - ドラムス
- ゲイリー・コールマン - パーカッション

## チャート
| 国名             | チャート (1971～1972)          | 最高 順位 |
| ---------------- | ------------------------------ | --------- |
| オーストラリア   | Australia                      | 4         |
| カナダ           | RPM Top Singles                | 2         |
| カナダ           | RPM アダルトコンテンポラリー   | 3         |
| 日本             | オリコンシングルチャート       | 56        |
| ニュージーランド | New Zealand                    | 7         |
| 南アフリカ共和国 | South Africa (Springbok)       | 18        |
| アメリカ合衆国   | US Billboard Hot 100           | 2         |
| アメリカ合衆国   | Billboard イージー・リスニング | 1         |
| アメリカ合衆国   | Cash Box Top 100               | 2         |

| 国名           | チャート (1972)   | 順位 |
| -------------- | ----------------- | ---- |
| オーストラリア | Australia         | 23   |
| カナダ         | Canada            | 74   |
| アメリカ合衆国 | Billboard Hot 100 | 65   |
| アメリカ合衆国 | Cash Box          | 36   |